# Газовый анализ
Газовый анализ — это процесс, в результате которого устанавливается качественный и количественный состав газовых смесей с использованием физических, физико-химических и химических методов. Для проведения газового анализа используются газоанализаторы, масс-спектрофотометры, хромотографы и другие измерительные приборы. Химический анализ газов проводят путем поглощения смеси специфическими реагентами с последующим определением уменьшения объема газа. Физико-химические методы основаны измерении различных физико-химических показателей (электропроводности, оптической плотности) раствора, через который пропускают анализируемую газовую смесь. Физические методы предполагают определение физических особенностей газовой смеси, зависящих от состава её компонентов.